# Даглас DC-2
Даглас DC-2 (енгл. Douglas DC-2) је био путничко транспортни двомоторни авион металне конструкције за превоз 14 путника кога је производила фирма Даглас почевши од 1934. па до 1937. године. Пројектован је на основу свог претходника Даглас DC-1 а наследио га је већ 1935. године његов светски познат Даглас DC-3.

## Пројектовање и развој
Почетком 30-их година 20. века са развојем путничке авијације постављали су се захтеви за све већим и чвршћим авионима. Дрвена конструкција авиона која се тада премењивала у градњи авиона више није могла да изађе у сусрет овим захтвима, стога је фабрика авиона Даглас 1933. године произвела прототип авиона DC-1 који је имао снажно крило, увлачећи стајни трап, два радијална мотора са трокраком металном елисом и могао је да превезе 12 путника. На захтев TWA овом авиону су појачани мотори и повећан је капацитет на 14 путника, а авион је добио ознаку DC-2.

### Технички опис
DC-2 је нискокрилни путнички авион металне конструкције чија се конструкција крила и трупа узета од претходника DC-1. Труп авиона је готово кружног попречног пресека монокок конструкције. На почетку трупа се налазила кабина пилота са два седишта једно поред другог а затим путничка кабина. Код путничких авиона унутрашњост путничке кабине је изолована од буке и вибрација. Седишта су поређана у две колоне са пролазом кроз средину авиона. Са десне стране пролаза у реду са налазе по два седишта а са леве стране по једно седиште. Са обе стране трупа налазили су се правоугаони прозори. Са леве стране трупа према репу авиона су се налазила врата за улазак у авион. У репу авиона су се налазили санитарни простор и чајна кухиња. Испод пода кабине се налазио пртљажни простор. 
Крила авиона DC-2 су са две рамењаче кутијастог типа. Конструкција је метална а облога од алуминијумског лима закивцима причвршћена за носећу конструкцију. Облик крила је трапезаст а нападна ивица је закошена у односу на труп авиона према репу. Технолошки су крила подељена у три дела. Први део је заједнички са трупом - центроплан, тај део крила је правоугаоног облика на којима су са предње стране причвшћени мотори и две крајње конзоле са елеронима. У унутрашње шупљине крила (кутије) су смештени резервоари са горивом.
Авион је био опремљен звездастим ваздухом хлађеним моторима Рајт Циклон (Wright Cyclone GR-F53) снаге 540 kW. На вратилу мотора се налазила трокрака метална елиса Hamilton.
Стајни трап је био класичан. Предњи точкови стајног трапа су се увлачила у гондоле мотора а трећи точак (клавирски) се налазио на репу авиона и у току лета авиона се није увлачио у труп авиона.

## Оперативно коришћење
Поред америчке компаније TWA која је наручила 20 примерака ових авиона, завладало је велико интересовање за овај авиона међу европским авио-компанијама тако да су ове авионе наручили холандски KLM, пољски LOT и швајцарски SWISSAIR. То је био први Дагласов авион који се продавао ван САД. DC-2 је октобра месеца 1934. године учествовао у трци од Лондона до Мелбурна и освојио друго место од 20 учесника. За разлику од првопласираног де Хевиленд DH 88 који је прављен специјално за ову трку DC-2 је био авион из серијске производње. 
Укупно је направљено 156 примерака ових авиона и мада није могао да истрпи конкуренцију свог наследника DC-3, авион DC-2 је први авион који је показао да авио-превоз може да буде брз и удобан и на тај начин широм отворио врата даљем развоју путничког авио саобраћаја. Поред путничке варијанте, која је коришћена у 15 земаља, производила се и војна транспортна варијанта са ознаком C-39 која је била у наоружању 8 земаља. DC-2 се производио по лиценци у Европи и Јапану.

## Земље које су користиле овај авион
| - Аустралија - Бразил - Чехословачка - Финска - Хондурас - Јапан - Мексико - Република Кина | - Холандија - Пољска - Шпанија - Швајцарска - САД - Уругвај - Велика Британија - Трећи рајх |